# Jošavka Donja
Jošavka Donja är en ort i Bosnien och Hercegovina.   Den ligger i entiteten Republika Srpska, i den centrala delen av landet, 120 km nordväst om huvudstaden Sarajevo. Jošavka Donja ligger 359 meter över havet och antalet invånare är 779.
Terrängen runt Jošavka Donja är huvudsakligen kuperad, men österut är den platt. Terrängen runt Jošavka Donja sluttar norrut. Runt Jošavka Donja är det ganska tätbefolkat, med 67 invånare per kvadratkilometer.. Närmaste större samhälle är Banja Luka, 17,7 km väster om Jošavka Donja. 
I omgivningarna runt Jošavka Donja växer i huvudsak lövfällande lövskog.